# E-Politic
E-Politic est une société de communication française créée en 2014 par Paul-Alexandre Martin, ancien cadre du Front national (FN). Elle développe les sites internet et gère la présence sur les réseaux sociaux de candidats et élus du FN (devenu ensuite Rassemblement national), notamment les campagnes présidentielles de Marine Le Pen en 2017 et 2022. L'entreprise, dont l'actionnariat inclut Frédéric Chatillon et Axel Loustau, anciens membres du Groupe union défense, entretient des liens avec des mouvements d'extrême droite radicale.

## Historique
E-Politic est créée en 2014 par Paul-Alexandre Martin, ancien candidat Front national (FN) aux élections législatives de 2012 et ex-numéro 2 du Front national de la jeunesse, en tant que SARL,. Le capital de l'entreprise est initialement fixé à 1 000 euros. La société est installée au 27 rue des Vignes dans le 16e arrondissement de Paris, adresse qui abrite également d'autres entreprises liées à l'écosystème du Front national.
E-Politic se spécialise depuis 2015 dans la vente de produits de communication pour le Front national.
Le capital de l'entreprise est porté à 20 000 euros en 2016. Elle compte alors quatre salariés.
Après la participation de l'actionnaire d'E-Politic Axel Loustau au défilé du Comité du 9-Mai en 2023, Jordan Bardella annonce initialement une réinternalisation de certaines missions et la revente des parts d'Axel Loustau.
Cependant, le Rassemblement national (RN) reste d'après plusieurs membres dépendant de cette société pour sa communication, n'ayant pas les moyens techniques et financiers de s'en passer, et décide de maintenir sa collaboration avec l'agence E-Politic,. La dirigeante du RN Marine Le Pen affirme alors à tort que Loustau « ne travaille plus avec le Rassemblement national depuis cinq ans », alors que celui-ci reste actionnaire d'E-Politic.
En juillet 2025, un rapport confidentiel de la direction générale des finances du Parlement européen accuse E-Politic d'avoir bénéficié de contrats irréguliers avec le groupe parlementaire Identité et démocratie (ID). L'agence perçoit 1,7 million d'euros entre 2019 et 2024 pour gérer la communication du groupe, mais selon les inspecteurs, les procédures de passation des marchés présentent « de graves problèmes de conformité » : documents incomplets, absence de véritable mise en concurrence, missions commandées avant signature du contrat, et surface financière insuffisante de l'entreprise pour être sélectionnée.
Le rapport estime que « toutes les dépenses engagées par le groupe ID sur la base des contrats attribués à e-Politic sont irrégulières » et constituent un préjudice total évalué à 4,33 millions d'euros.

## Actionnariat
En juillet 2014, Frédéric Chatillon, dirigeant du groupe Erer, devient associé de la société en rachetant 370 parts sur 1000. 55% des parts d'E-Politic appartiennent à Paul-Alexandre Martin, tandis que Frédéric Chatillon et Axel Loustau détiennent respectivement 30% et 15% des parts de l'entreprise jusqu'en 2023.

## Activités
E-Politic développe les sites de plusieurs élus FN au Parlement européen, de candidats aux élections régionales, ainsi que celui de David Rachline. Elle remplace ainsi l'agence Riwal après sa mise en examen dans l'affaire Jeanne.
E-Politic réalise le site officiel de campagne de Marine Le Pen (marine2017.fr) lors de l'élection présidentielle de 2017, un site développé sous WordPress,.
Lors des élections européennes de 2019, E-Politic encaisse le montant de 400 000 euros pour avoir géré la communication de Jordan Bardella. Elle s'occupe également de sa campagne lors des élections régionales de 2021.
Lors de l'élection présidentielle de 2022, E-Politic gère la présence de Marine Le Pen sur les réseaux sociaux et sa communication numérique. E-Politic encaisse 750 000 euros pour ses services.
Elle travaille également avec des sous-traitants liés à Frédéric Chatillon, comme Stream on Fire et Dreamwell.
Selon Le Monde, E-Politic réalise au moins 1,8 million d'euros de chiffre d'affaires grâce au RN entre 2015 et 2022.
Selon une enquête de Mediapart, E-Politic bénéficie de plus de 3 millions d'euros de fonds publics européens entre 2019 et 2023, versés par le groupe Identité et démocratie.

## Pratiques professionnelles
En 2017, TV5 Monde note que l'entreprise présente plusieurs caractéristiques atypiques : absence de portfolio public, équipe anonyme, pas de numéro de téléphone, et des problèmes de sécurité informatique identifiés sur son propre site web.

## Liens avec l'extrême droite radicale
Les actionnaires minoritaires du groupe, Frédéric Chatillon et Axel Loustau, sont tous deux anciens membres du Groupe union défense.
En 2022, Le Monde révèle que trois des employés de l'entreprise sont liés au groupuscule identitaire L'Alvarium, dissout en 2021, tandis que Libération révèle la proximité d'employés avec Zouaves Paris en 2023.